# Židé na Ukrajině
Židé na Ukrajině (ukrajinsky Українськi євреї, Ukrajins'ki jevreji, v jidiš יהדות אוקראינה‎, jhdes ukrinh) je ukrajinské etnikum náležící k aškenázské židovské populaci. První židovské komunity na ukrajinském území se začaly objevovat v dobách Kyjevské Rusi na konci 9. století. Nejvýznamnější a nejpočetnější komunita se nacházela v Kyjevě (čtvrti Podolí a Bessarabka) a dříve se nacházela i početná komunita v oblasti Volyň. Dle Světového židovského kongresu se na Ukrajině nacházela třetí nejpočetnější židovská komunita v Evropě a pátá na celém světě.

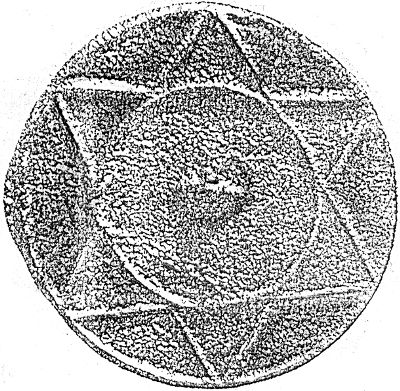
Symbol judaismu na kovovém disku z 9. století nalezen u řeky Don

## Pravěk
Židé se poprvé objevili na území moderní Ukrajiny v dobách před existencí křesťanství díky migrací z Malé Asie a Bosporu. Poprvé se usadili na poloostrově Krym a na pobřeží černého moře. Na poloostrově se dochovaly dvě nekropole v okolí Kerče a třicet náhrobků, které byly vztyčeny pro jeruzalémské kněze. Později se Židé usazovaly do nížin v okolí řek Dněpr, Don a Volha, zde se živili jako překupníci. Od konce 8. století se nejvyšší představitelé Chazarského kaganátu konvertovaly na judaismus, kam se většina Židů přestěhovala. Většina Židů mluvila slovansko-židovským jazykem Lešon Kena'an.

## Doba Kyjevské rusi
Po dobytí kaganátu Kyjevskou rusí se většina Židů přestěhovala na Krym a do Kyjeva. Nejstarší zmínka o Kyjevě je právě v dopisu napsaným Židy z oblasti Podolí. Dopis byl napsán okolo roku 930 a byl napsán hebrejsky. V Kyjevě se nacházely dvě komunity, jedna s názvem Chazary (dnešní oblast Podolí) a druhá s názvem Žydove (severozápadně od Katedrály svaté Sofie). Židé také začali prchat před náboženským pronásledovaním na Ukrajinu i ze střední Evropy (většinou z Německa).

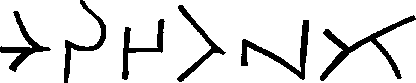
Runové nápisy v dopise kyjevské židovské obce z 10. století

Za vlády Kyjevské rusi měla knížata příznivý postoj k židům, často s nimi obchodovala a dosazovala je do vysokých pozicí. Postoj ale netrval dlouho, v roce 1124, byla vypálena obec Žydove, z důvodu zapojení Židů do Kyjevského povstání. Poté, co Kyjevskou rus dobyla Mongolská říše, Židé rozvíjeli svůj obchod, kdy začali obchodovat až na Dálném východě, ale i na východě Evropy. Tato prosperita pokračovala až do dobytí území Polsko-litevskou unií.

## Doba Polsko-litevské unie
Na dnešním území Ukrajiny Židé žili ve 23 městech a žila zde třetina Židů z celé unie. Ažkenázští Židé zde mluvili dialektem švábštiny. Nosili svůj osobní oděv a žili v oddělených částech měst či ve štetlech, například Štetly v Lucku. Tyto židovské komunity byly obvykle chudší než předchozí komunity, kvůli zákazu vlastnictví půdy a některým dalším profesním omezením většina Židů pracovala v oblasti řemesel a maloobchodu, protože zde stále Židé žili pod ochranou polských panovníků, avšak museli za to platit samostatnou daň.
Koncem 15. století se zde stěhovali Židé z Německa a Polska, nejdříve pobývali na Volyni a později se stěhovaly do Kyjeva a do oblasti Podolí. V Kyjevě tak vznikla největší židovská náboženská komunita. Ta však byla často potlačována nájezdy Krymských tatarů, je odváděli na Krym a prodávali je do otroctví.
K největšímu stěhování Židů došlo na konci 16. století. Židé přišli z jihu, z rumunského Valašska, z Osmanské říše a Krymu. V polovině 17. století již zde bylo přes 50 tisíc Židů, kteří žili v 115 městech a komunitách, kdy většinou podnikaly v zemědělství.

## Doba kozácká

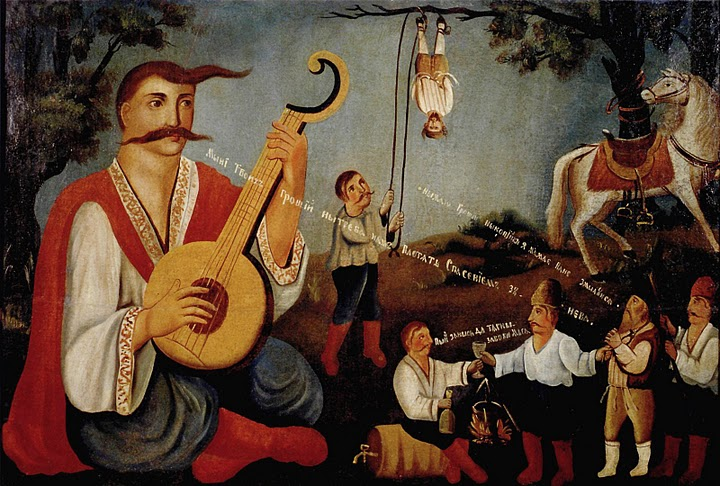
Kozák Mamaj na pozadí hajdamáků popravujících Židy.

Postupem času začali Židé využívat nové možnosti při výběru povolání a v ekonomice, v pohraničních oblastech Ukrajiny. Jak polští, tak i litevští magnáti shromažďovali více půdy, Židé začali sloužit jako jejich prostředníci, kteří poskytovali služby a pořádek v nepřítomnosti pánů. Mnozí z nich byli nájemci velkostatků, výběrčí daní, správci panství, obchodní zástupci, majitelé taveren a hotelů, máselnic, mlýnů, pil a lihovarů. V rámci obchodu vysídlili Armény a místní Ukrajince.
Situace obyvatelstva se výrazně zhoršila v 17. století. Omezování práv a svobod, pohrdání, vydírání a podvody ze strany polských a židovských vyděračů způsobily nespokojenost a vedly k osvobozeneckému povstání proti těžkým životním podmínkám zotročeného rolnictva a kozáků a vedly k osvobozeneckému povstání roku 1648 pod vedením Bohdana Chmelnického. Hlavní nepřátelé byli Poláci a Židé, kdy v mnoha městech na severu Ukrajiny bylo vyhubeno celé židovské obyvatelstvo. Během Chmelnického období na Ukrajině, prvního největšího propuknutí antisemitismu, způsobeného bojem utlačovaného lidu s katolíky, starými muži a Židy, kteří zaujímali dominantní postavení v ekonomice Polsko-litevské unie.

## Ruské impérium

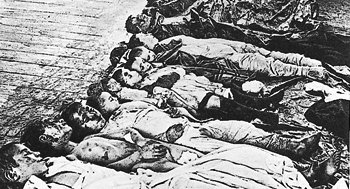
Oběti, většinou židovské děti po pogromu v Jekatěrinoslavu (dnes Dnipro) v roce 1905

### Zóna osídlení
Po trojím dělení Polska na konci 18. století přinutila Ruské impérium přítomnost skoro milionové populace Židů změnit svou dosavadní politiku zákazu usazování Židů v samotném Rusku. V roce 1791 vláda zřídila tzv. Zónu osídlení, ta určovala území, kde mohli Židé volně bydlet. Zóna postihla skoro celé dnešní území Ukrajiny.

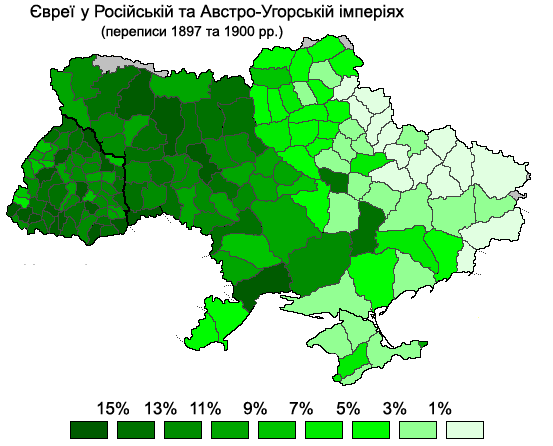
Podíl Židů v populaci, konec 19. století.

### Život Židů
Za vlády cara Alexandra I. se situace Židů zpočátku zlepšila, uvolnila se omezení jejich pohybu a přijímání do vzdělávacích institucí. Ekonomicky se židům také dařilo na jihu Ukrajiny, kde hráli hlavní roli v obchodu s obilím. Měli také silnou přítomnost v obchodních centrech jako Oděsa či Kremenčuk. V roce 1817 Židé v té době vlastnili až 30 % továren na Ukrajině.
Mikuláš I. důrazně zvýšil pronásledování Židů úřady. V letech 1849 až 1861 bylo přijato 1200 zákonů, které ovlivnily životy Židů. Mezi tyto podmínky patřila například povinná vojenská služba pro Židy (1827), vystěhování z měst Kyjev, Cherson a Sevastopol, zákaz používání hebrejštiny a jidiš na veřejnosti a další omezení cestování a místa pobytu.
Krátké období liberalismu přišlo za vlády Alexandra II. V této době byla pro některé Židy uvolněna některá omezení, zejména absolvování univerzit a různé kategorie řemeslníků a obchodníků dostali svobodu pohybu. Vojenská služba Židů byla stanovena za stejných podmínek jako pro ostatní občany.

### Pogromy Židů
Za vlády Alexandra III. a Mikuláše II. se zahájila éra státem podporovaných pogromů a vyhánění Židů z měst. V roce 1882 byly zavedeny tzv. Májové zákony. Vyvrcholení pogromů se stalo v říjnu 1905, kdy se během jednoho měsíce uskutečnilo 690 pogromů.

## Doba Rakousko-Uherská
Na konci 18. století židovská komunita v Haliči byla silně ovlivněna myšlenkami židovského osvícenství (Haskaly). V roce 1848, během revoluční vlny v Evropě, došlo ve Lvově ke konfliktu v židovské komunitě, jejíž velká část podporovala nově jmenovaného rabína Abrahama Kohna, zastánce reformních myšlenek, ten byl později otráven.
Za vlády Rakousko-Uherska byli Židé považováni za nejvěrnější poddané Císaře Františka Josefa I., který jim zaručoval práva a nedotknutelnost a neměl rád antisemitismus. V první světové válce sloužilo téměř 350 000 židovských vojáků. Frontové linie přešly přes Halič, kde žilo mnoho Židů, která zůstala zdevastovaná.

## Před druhou světovou válkou

### Ruská revoluce
Pád říše v březnu 1917 přinesl emancipaci Židů v Rusku. 20. března 1917 prozatímní vláda Ruska prohlásila Židy za rovné všem občanům, ale nebyl jim udělen status národnostní menšiny či autonomie. Velké množství Židů se aktivně účastnilo revolučních aktivit a s nástupem bolševiků k moci mnozí z nich také získali vedoucí pozice v nové vládě SSSR. Jedním z nejslavnějších rodáků z Ukrajiny je Lev Trockij.

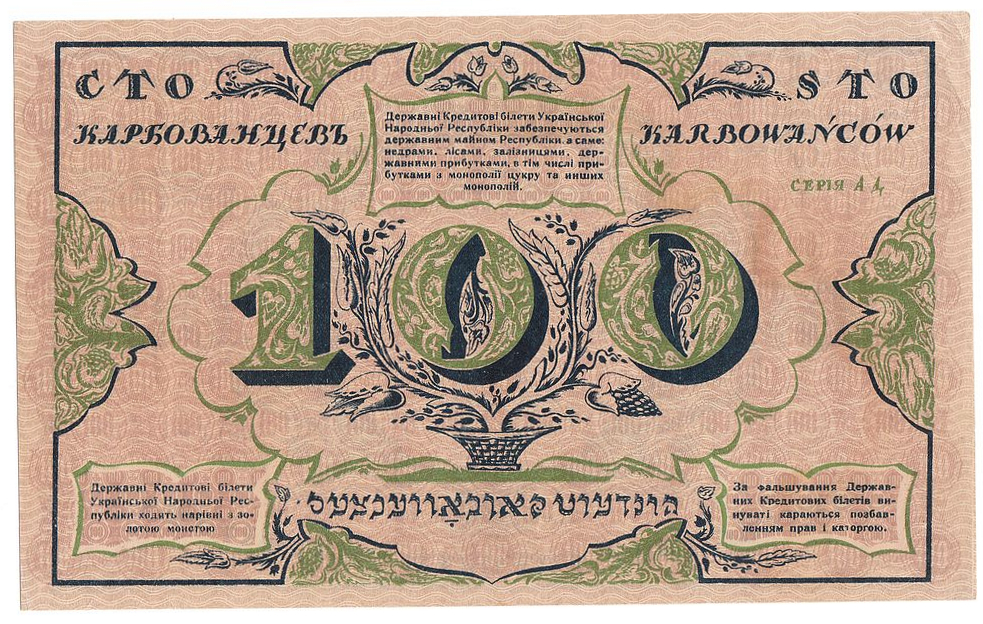
Bankovka 100 karbovanců v polském, ukrajinském jazyce a v jidiš

### Ukrajinská republika 1918–1919
Vláda byla k židům dost vstřícná, Židé byli prohlášeni jako jedna z národních menšin a jazyk jidiš byl používán i na bankovkách či v oznámeních z vlády. Do července 1918 existovalo i ministerstvo pro židovské záležitosti, které zrušil Pavlo Skoropadskyj, ale později bylo obnoveno.
Rozsah pogromů během bojů o nezávislost byl pro židovské obyvatelstvo zničující. Bílá armáda či samotná armáda ULR se podílela na pogromech, které považovaly Židy za bolševický element, přičemž se samotná rudá armáda také podílela na pogromech.

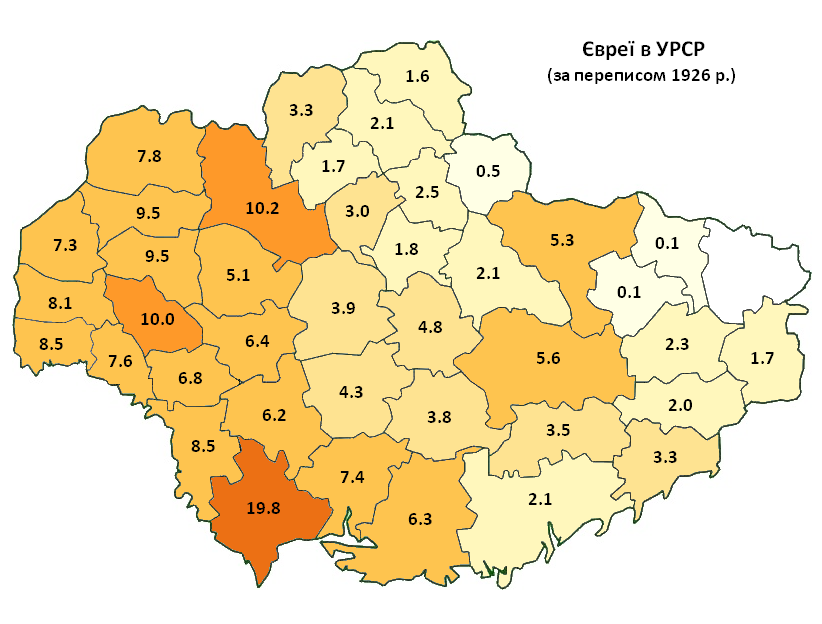
Podíl Židů v populaci v roce 1926

### Ukrajinská sovětská socialistická republika
Otevřené a nevyslovené omezení účasti Židů ve vládě byla zrušena. V rámci komunistické strany byly vytvořeny zvláštní židovské sekce nazývané jevsekce. Jednotliví Židé využívali výhod státního systému a mnozí z nich se stali součástí tohoto systému, zejména ve školství, ekonomice a ve středních řadách stranické administrativy a vlády. Přestože k bolševické straně vstoupilo pouze půl procenta z celkové židovské populace, tvořili velké procento všech bolševiků na Ukrajině.
Po zrušení zóny osídlení, začaly Židé migrovat i na východ Ukrajiny. S pomocí organizace OZET vzniklo 5 pět židovských národních rajónů:
- Kalinindorfský rajón v Chersonské oblasti
- Novozlatopilský rajón v Záporožské oblasti
- Loškarivský rajón v Dněpropetrovské oblasti
- Frajdorfský rajón na Krymu
- Laryndorský rajón na Krymu

Na konci 20. let 20. století činil celkový počet Židů na moderních hranicích Ukrajiny asi 2,5 milionu lidí. Podle sčítání lidu z roku 1939 byl počet Židů v Ukrajinské SSR 1 532 776. V následujících letech se počet židovského obyvatelstva výrazně snižoval v důsledku migračních a etnických procesů a především jejich masového vyhlazování během druhé světové války.

#### Hladomor
Ve 30. letech 20. století tvořili 67 % vedení NKVD SSSR lidé židovského původu. Jedním z předních sovětských funkcionářů židovského původu v té době byl Lazar Kaganovič. Kaganovyč byl v letech 1925-1926 prvním tajemníkem Komunistické strany Ukrajiny a  jedním z nejbližších stoupenců Josifa Stalina. Bezpodmínečně také podporoval Stalinovu myšlenku úplné kolektivizace, vytrvale usiloval o její realizaci uplatňováním represivních opatření proti rolnictvu, především ukrajinskému. Židé svým jednáním významně přispěli k politice bolševiků a v budoucnu Hitlerova propaganda na okupované Ukrajině opakovaně a s jistým úspěchem využívala ztotožňování Židů se stalinistickými zločiny.

## Druhá světová válka
Německá okupace Ukrajiny během druhé světové války byla pro ukrajinské Židy tragédií. Genocida Židů začala na podzim roku 1941, nejprve na střední Ukrajině a poté na západní Ukrajině. V Kyjevě bylo v rokli Babí Jar zabito 35 000 Židů. Masové vraždění Židů bylo prováděno všude na Ukrajině v letech 1942-1944. Na území Ukrajinské SSR byla zničena téměř čtvrtina všech mrtvých Židů Evropy (asi 1,4 milionu). Asi 4 tisíce Židů se účastnilo partyzánského odboje na území Ukrajiny.

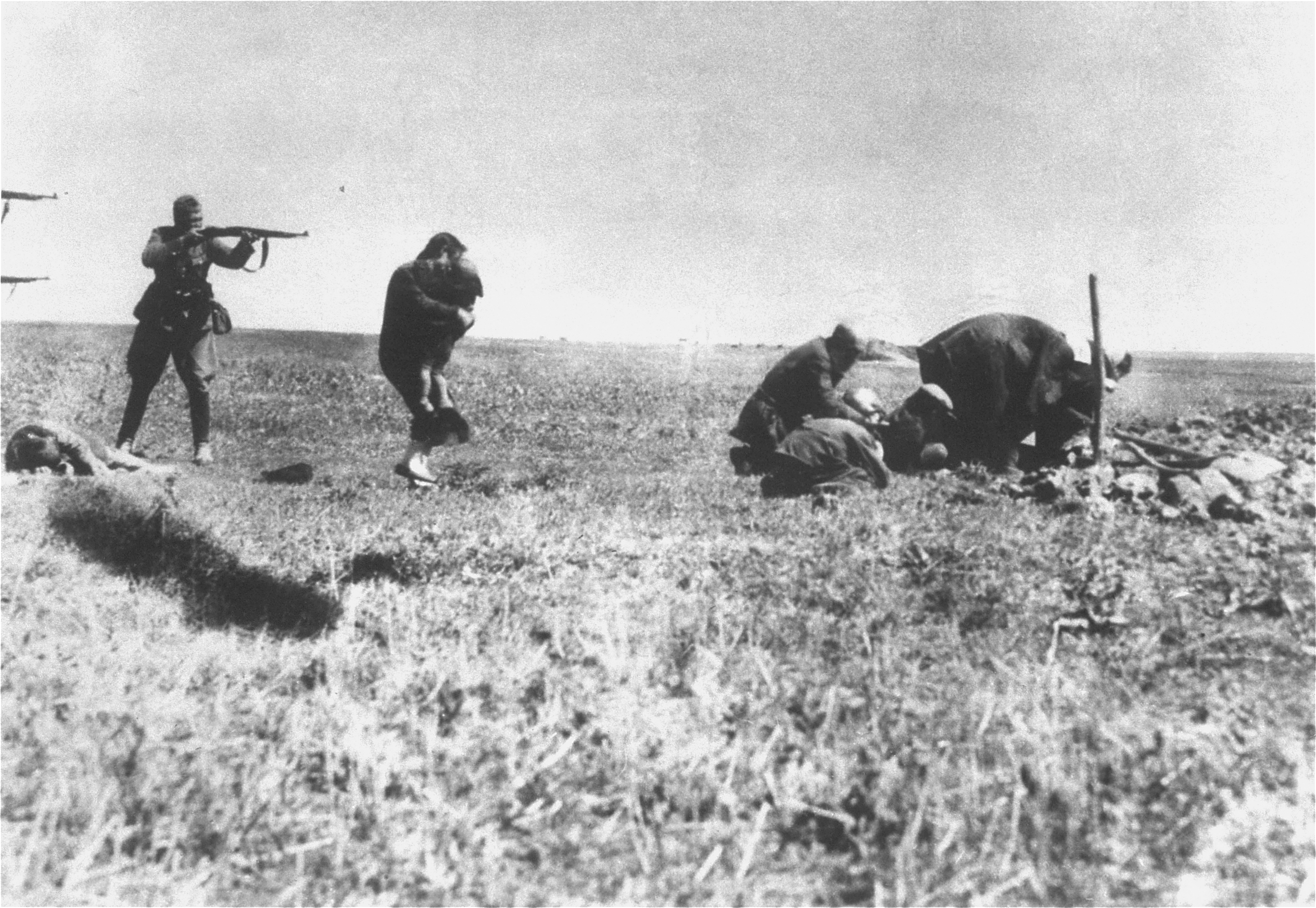
Poprava kyjevských Židů německými jednotkami Einsatzgruppen blízko Ivangorodu na Ukrajině.

S výjimkou jednotlivých zločinců a těch, kteří kolaborovali s nacisty, se ukrajinské obyvatelstvo těchto vražd příliš nezúčastnilo. Naprostá většina Ukrajinců bojovala proti německým okupantům v řadách Rudé armády, v partyzánských jednotkách a v jednotkách UPA. Židovská organizace Jad Vašem uznala Ukrajince mezi spravedlivé mezi národy.

## Doba moderní Ukrajiny
Dle sčítání lidu v roce 2001 žilo na Ukrajině 103 591 Židů, z toho 102 085 (98,5 %) ve městech a 1 506 (1,5 %) na vesnicích. Největší židovské obyvatelstvo žije v Kyjevě a dále na střední a západní Ukrajině.